# إبراهيم حسن (لاعب كريكت)
إبراهيم حسن مواليد 21 أبريل 1991، هو لاعب كريكت من جزر المالديف.

## روابط خارجية
- إبراهيم حسن على موقع إي آس بي آن كريك إنفو (الإنجليزية)